# Zygoballus maculatus
Zygoballus maculatus là một loài nhện trong họ Salticidae.
Loài này thuộc chi Zygoballus. Zygoballus maculatus được Frederick Octavius Pickard-Cambridge miêu tả năm 1901.

## Hình ảnh

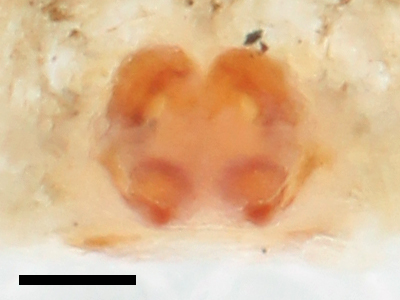
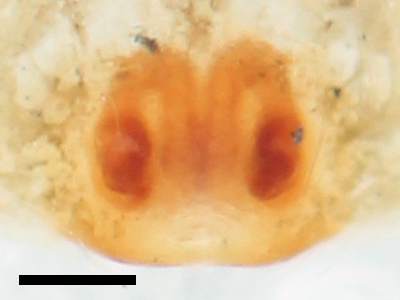
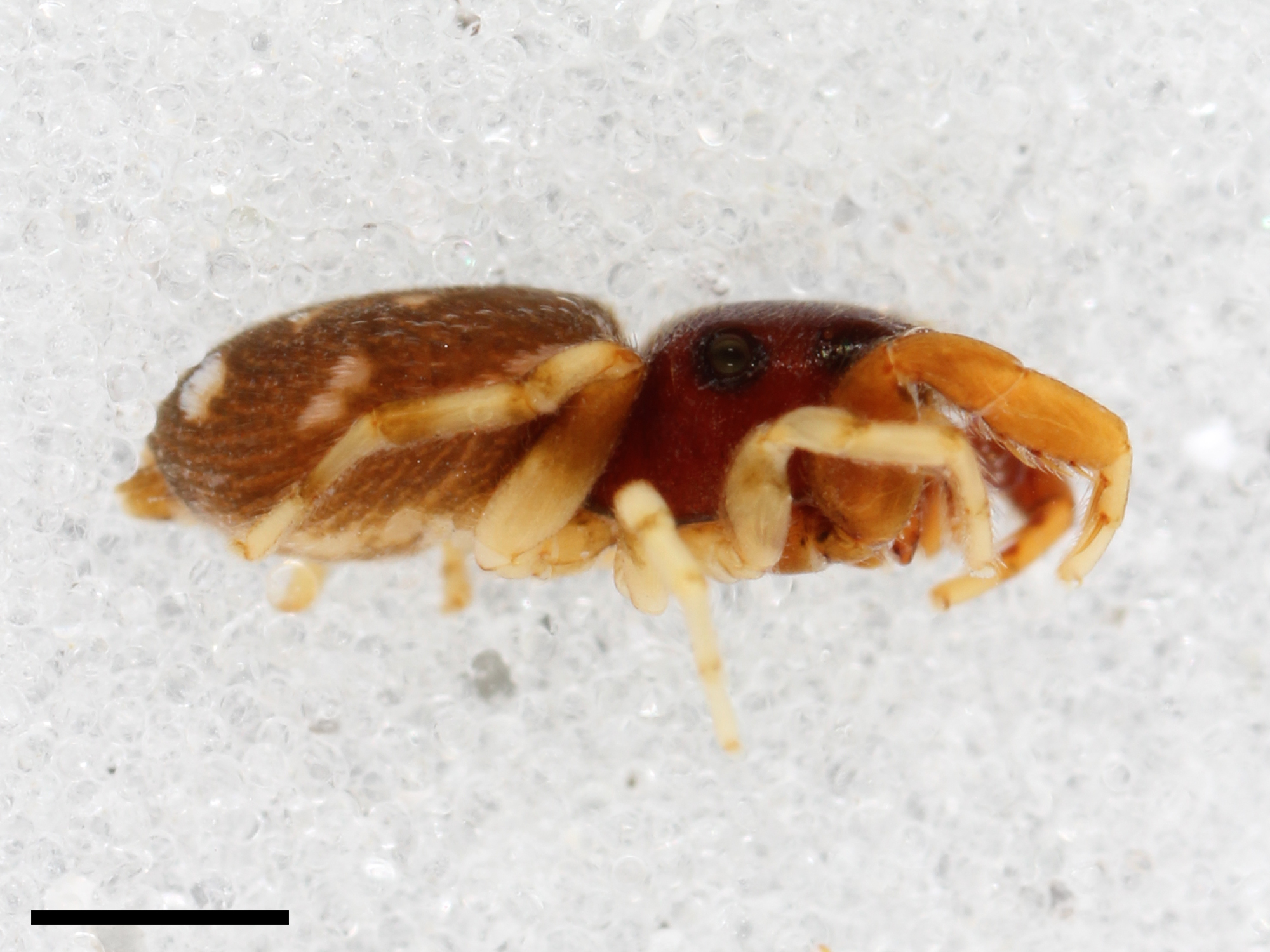
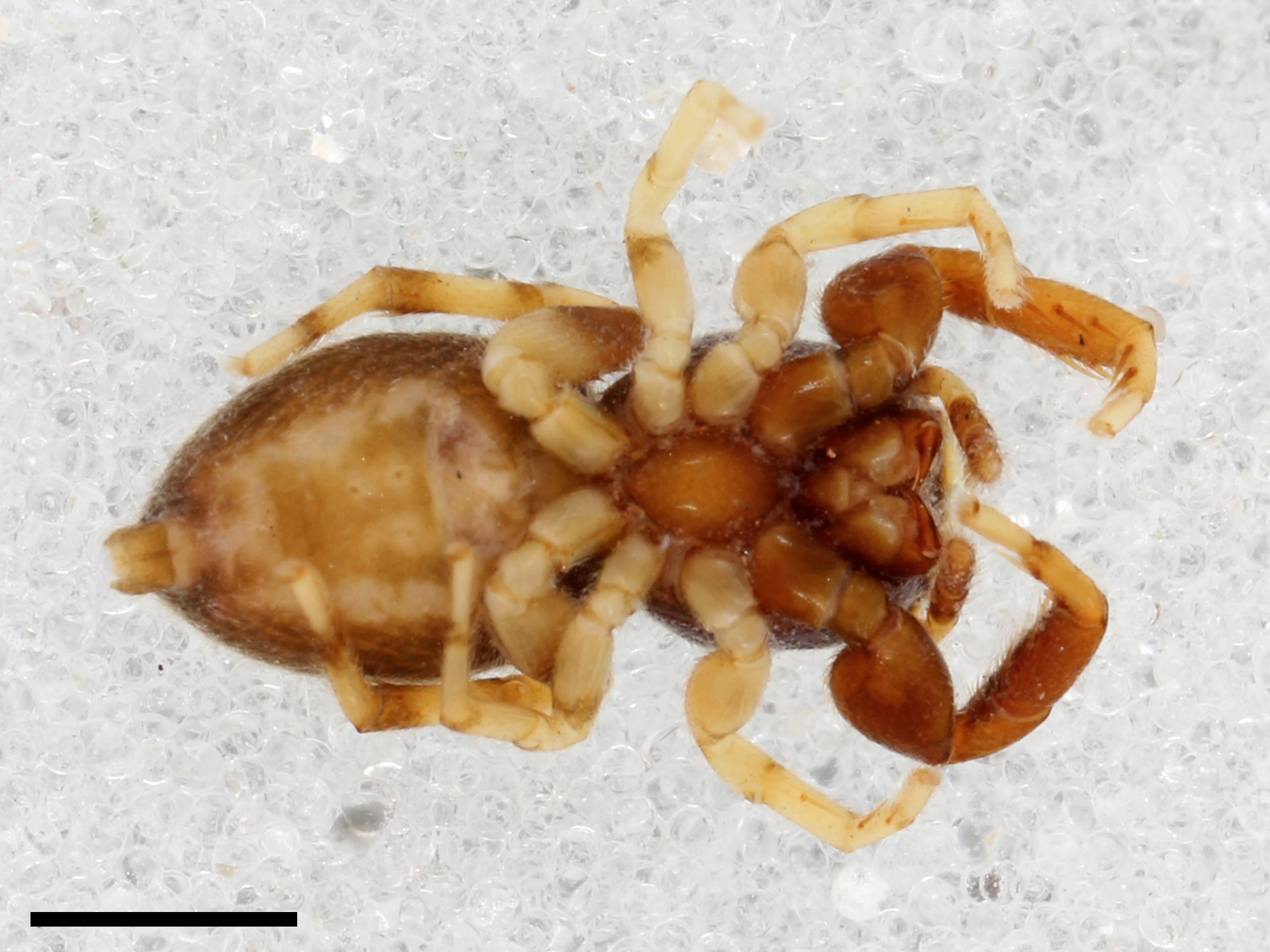